# タラモア
タラモア（Tullamore）は、アイルランドのオファリー県の町である。1829年からタラモア醸造所で醸造されたアイリッシュ・ウィスキーの「タラモア・デュー」で知られている。

## 歴史
1570年代にオファリーに最初に作られたイギリスのプランテーションに始まる。1785年、タラモアの町は水素気球が墜落して火災がおき130軒の家が燃えるという惨事が起きた。航空事故による最初の大きい災害とされている。この事故から後、町の紋章は灰の中から飛び立つ不死鳥のデザインが用いられるようになった。1798年にはグランド・キャナル（大運河）でダブリンと結ばれた。ナポレオン戦争時代の1806年にイギリス陸軍のドイツ人傭兵部隊（King's German Legion）とイギリス軽歩兵連隊がタラモアで小競り合いを起こし、タラモアの戦いとして知られる事件がおきた。
アイリッシュ・ウィスキーのタラモア・デューは1829年からタラモア醸造所で醸造されたが、醸造所は1950年代に閉鎖され、現在はミドルトン蒸留所で醸造されCantrell & Cochraneで販売されている。

## 著名な出身者
- ブライアン・カウエン - 政治家。第18代アイルランド首相（在職：2008年 - 2011年）。また、同時期にはフィアナ・フォイルの党首だった。
- ドーナル・ラニー - 音楽家。アイルランド音楽の代表的存在。

## ギャラリー

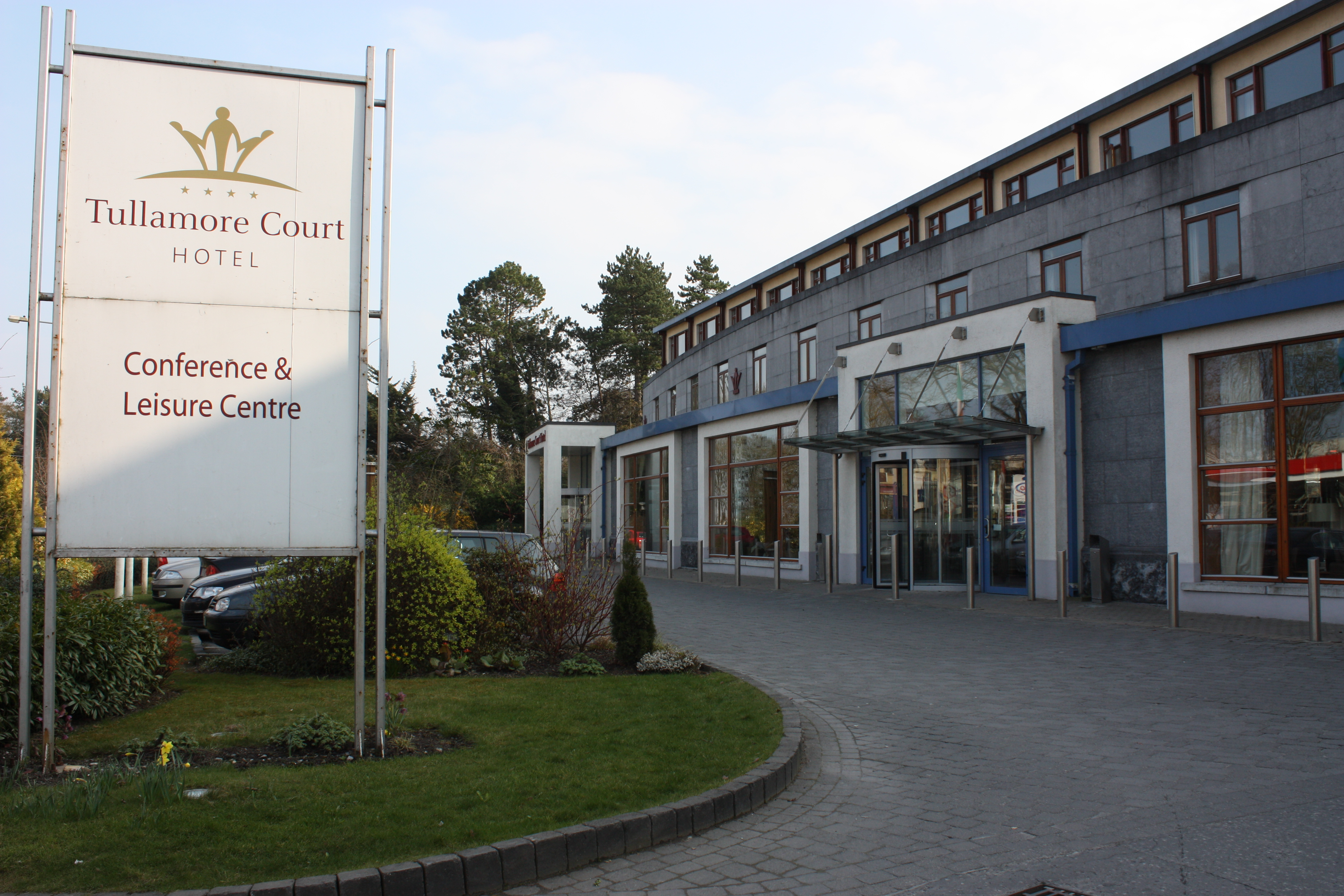
Tullamore Court Hotel
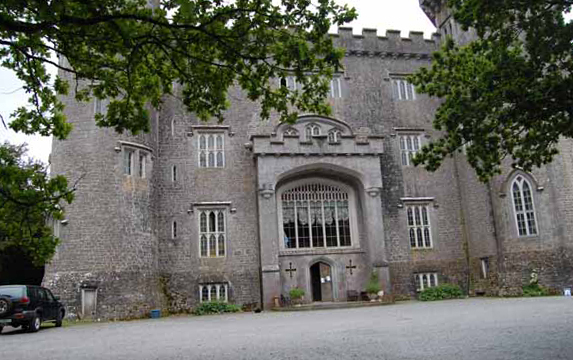
Charleville Castle
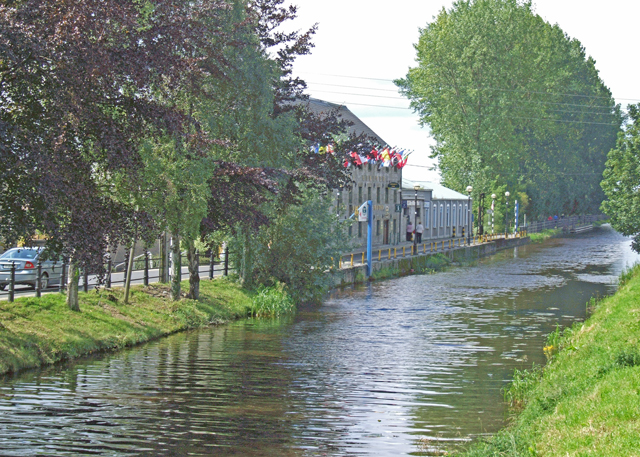
Grand Canal
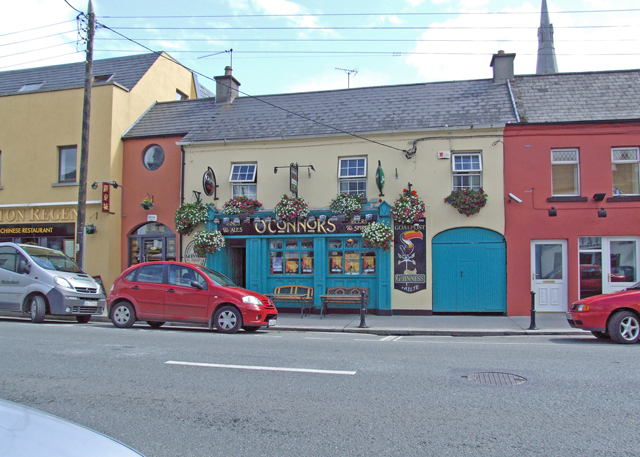
Columcille Street